# تختی خیل
تختی خیل (به انگلیسی: Takhti Khel) یک شهرک در پاکستان است که در ناحیه لکی واقع شده‌است.